# 埃利斯維爾 (阿拉巴馬州)
埃利斯維爾（英語：Ellisville）是一個位於美國阿拉巴馬州切羅基縣的非建制地區。該地的面積和人口皆未知。

## 地理
埃利斯維爾的座標為34°03′53″N 85°36′36″W / 34.06472°N 85.61°W，而該地最高點為海拔高度177米（即581英尺）。